# Software Freedom Conservancy
Die Software Freedom Conservancy (kurz SFC) ist eine Organisation, die freien und quelloffenen Softwareprojekten ein non-profit-Zuhause und die dafür nötige Infrastruktur bietet.

## Geschichte
Conservancy wurde im Jahre 2006 gegründet.
Im Jahr 2007 startete Conservancy koordinierte GPL-Einhaltungs- und -Vollstreckungsaktionen, hauptsächlich für das BusyBox-Projekt. Später bedauerte der BusyBox-Maintainer Rob Landley seine Entscheidung, diese Klagen zu unterstützen, und kritisierte sogar den Gebrauch von Klagen vom SFC.
Im Oktober 2010 stellte Conservancy ihren ersten Exekutivdirektor (Bradley M. Kuhn) und ein Jahr darauf ihren ersten Chefsyndikus (Tony Sebro) ein.
Im Mai 2012 nahm SFC weitere Einhaltungs- und Vollstreckungsaktionen für Mitgliederprojekte und sogar für einige individuelle Linux-Kernelentwickler auf.
Im März 2014 stellte Conservancy Karen Sandler als Geschäftsführerin ein und Bradley M. Kuhn übernahm ebenfalls die Rolle des „Distinguished Technologist“.
Seit April 2014 hat Conservancy 30 Mitglieder-Projekte, darunter Boost (C++-Bibliothek), BusyBox, Git, Inkscape, Samba und Wine.
Im Februar 2015 hat das Outreachy-Programm (formal: „Free and Open Source Software Programm for Women“) angekündigt, dass sie vom The GNOME Project (die Gemeinschaft hinter GNOME) wegziehen, um ein Teil von SFC zu werden.

### Gerichtsverfahren
Im Juli 2010 gab Conservancy bekannt, dass sie vor Gericht gegen Westinghouse Digital gewonnen habe; damit erhielt Westinghouse Digital ein Unterlassungsurteil als Teil eines Versäumnisurteils.
Im März 2015 gab Conservancy bekannt, dass sie ein Verfahren von Christoph Hellwig – der gegen VMware wegen Verletzung seines Copyrights in ihrem ESXi-Produkt streitet – finanzieren. Dieser Fall wird im Amtsgericht in Hamburg ausgetragen. VMware gab dazu bekannt, dass dieser Fall, ihrer Ansicht nach, ohne standhafte Begründung geführt wird und dass sie über den Schritt von Conservancy, einen Rechtsstreit zu beginnen, enttäuscht seien.

## Führung
Seit März 2015 besteht das Leitungsgremium aus:
- Jeremy Allison
- Peter T. Brown (Kassier)
- Mark Galassi (Vizepräsident und Vorsitzender)
- Bradley M. Kuhn (Präsident)
- Mike Linksvayer
- Martin Michlmayr (Hilfskassier)
- Stormy Peters
- Karen Sandler (Geschäftsführerin)

## Mitglieder
Die folgenden Projekte sind Mitglieder der Software Freedom Conservancy:
- ArgoUML
- Bongo
- Boost
- Bro Network Security Monitor
- Buildbot
- BusyBox
- Darcs
- Debian Copyright Aggregation Project
- Evergreen[23]
- Foresight Linux
- Gevent[24][25]
- Git[26]
- GPL-Regelbefolgungsprojekt für Linuxentwickler
- Homebrew
- Inkscape
- K-3D
- Kallithea
- Kohana
- Libbraille
- LuxRender
- Mercurial
- Metalink[27]
- OpenChange
- OpenTripPlanner
- Outreachy
- phpMyAdmin
- PyPy
- QEMU
- Samba
- Selenium
- Spec-Ops
- Squeak
- Sugar Labs
- SurveyOS
- SWIG
- Twisted
- uClibc
- Wine